# Смикавець купчастий
{{#ifeq:0|0|{{#if:|{{#if:Cyperusglomeratus|[[]}}|}}}}
Смикавець купчастий, смикавець скупчений (Cyperus glomeratus) — вид трав'янистих рослин з родини осокові (Cyperaceae), поширений у південній частині Європи й на схід до Японії.

## Опис
Однорічна рослина 15–80 см. Листки 2–10 мм шириною. Суцвіття з 5–10 променями, несе зверху кулясті або частіше подовжені головки. Колоски 7–8 мм довжиною, вузькі. Покривні луски тупі, плоско усічені, з 7–9 неясними жилками, червонувато або світло-бурі. Тичинок 3. Горішок довгасто-лінійний, 1–1.4 мм завдовжки.

## Поширення
Поширений у південній частині Європи й на схід до Японії.
Як правило, росте на краях озер і річок, в сезонно затоплених луках і на рисових полях.
C. glomeratus мізерний у західній частині ареалу і має статус CR у Швейцарії та VU в Хорватії.
В Україні вид зростає на піщаних і мулистих берегах річок — у Степу в долинах Дністра, Дніпра і Сів. Дінця, спорадично.

## Використання
Лікарська рослина.